# Bukowec (obwód Wraca)
Bukowec (bułg. Буковец) – wieś w Bułgarii, w obwodzie Wraca, w gminie Bjała Słatina. Według danych szacunkowych Ujednoliconego Systemu Ewidencji Ludności oraz Usług Administracyjnych dla Ludności, 15 czerwca 2020 roku miejscowość liczyła 223 mieszkańców.

## Historia
Wsioska była wzmiankowana w dwóch osmańskich dokumentach. Z pierwszego wynika, że od 1849 roku wieś była timarem Mechmeda Jusufa z Wracy. Natomiast drugi dokument dotyczył producentów tytoniu – 17 Bułgarów i 5 Czerkiesów. Do 1893 r. we wsi mieszkało 154 Pomaków.

## Osoby związane z miejscowością

### Urodzeni
- Goran Ninow (1938) – bułgarski polityk